# Бартодзєє (Груєцький повіт)
Бартодзєє (пол. Bartodzieje) — село в Польщі, у гміні Бельськ-Дужий Груєцького повіту Мазовецького воєводства.
Населення — 78 осіб (2011).
У 1975—1998 роках село належало до Радомського воєводства.

## Демографія
Демографічна структура станом на 31 березня 2011 року:
|          | Загалом | Допрацездатний вік | Працездатний вік | Постпрацездатний вік |
| -------- | ------- | ------------------ | ---------------- | -------------------- |
| Чоловіки | 45      | 13                 | 28               | 4                    |
| Жінки    | 33      | 5                  | 22               | 6                    |
| Разом    | 78      | 18                 | 50               | 10                   |